# Andrzej Krawczyk (piłkarz ręczny)
Andrzej Krawczyk (ur. 1 marca 1953, zm. 16 marca 2009) – absolwent warszawskiej AWF, a później pracownik dydaktyczny Zakładu Gier Zespołowych tej uczelni oraz wykładowca licznych kursów instruktorskich w piłce ręcznej. Jako zawodnik grał na pozycji bramkarza w tym stołecznym klubie. Następnie od początku lat 90. XX wieku, najpierw jako II trener wspólnie ze Stefanem Wrześniewskim, a następnie samodzielnie prowadził męską drużynę AZS AWF Warszawa. 
Zmarł po ciężkiej walce z chorobą nowotworową 16 marca 2009 r.